# Zentralamerikaspiele 1930/Tennis
Die Tenniswettbewerbe der II. Zentralamerikaspiele 1930 wurden in Havanna ausgetragen. Es fanden bei Damen und Herren Einzel und Doppel statt. An den Damenkonkurrenzen nahmen nur kubanische Spielerinnen teil.

## Herren

### Einzel
| Platz | Land   | Spieler         |
| ----- | ------ | --------------- |
| 1     | Kuba   | Gustavo Vollmer |
| 2     | Mexiko | Ricardo Tapia   |
| 3     | Kuba   | Vicente Banet   |
| 3     | Kuba   | Ricardo Morales |

### Doppel
| Platz | Land   | Spieler                       |
| ----- | ------ | ----------------------------- |
| 1     | Mexiko | Mariano Lozano Alfonso Unda   |
| 2     | Kuba   | German Upmann Gustavo Vollmer |
| 3     | Kuba   | Vicente Banet Ricardo Morales |
| 3     | Mexiko | Manuel Llano Ricardo Tapia    |

## Damen

### Einzel
| Platz | Land | Spielerin                |
| ----- | ---- | ------------------------ |
| 1     | Kuba | María Luisa García Longa |
| 2     | Kuba | María del Carmen Camacho |
| 3     | Kuba | Amalia Castañeda         |
| 3     | Kuba | Zoila Rodríguez          |

### Doppel
| Platz | Land | Spielerinnen                                      |
| ----- | ---- | ------------------------------------------------- |
| 1     | Kuba | María del Carmen Camacho María Luisa García Longa |
| 2     | Kuba | Amalia Castañeda Zoila Rodríguez                  |
| 3     | Kuba | Gisela Comallonga Elena Daly                      |

Es nahmen nur drei Paare teil. Es gab folgende Ergebnisse:
- Castañeda/Rodríguez - Comallonga/Daly 3:6, 6:3, 6:4, Camacho/García Longa Freilos
- Camacho/García Longa - Castañeda/Rodríguez 5:7, 6:4, 6:2

## Medaillenspiegel
Es sind nur die beiden Herrenwettbewerbe berücksichtigt, da an den Damenkonkurrenzen nur kubanische Spielerinnen teilnahmen.
| Platz | Land   | Gold | Silber | Bronze | Gesamt |
| ----- | ------ | ---- | ------ | ------ | ------ |
| 01    | Kuba   | 1    | 1      | 3      | 5      |
| 02    | Mexiko | 1    | 1      | 1      | 3      |